# 奈良県道212号玉手茅原線
奈良県道212号玉手茅原線（ならけんどう212ごう たまでちはらせん）は、奈良県御所市を通る一般県道である。

## 概要
御所市大字玉手から御所市大字冨田に至る。
全線にわたって奈良県道116号大和高田御所線と重複するが、2車線整備されており、0.8 - 1.5車線程度の道幅である同道路のバイパス的な役割を担っている。橿原市・大和高田市南方と国道309号を接続する。

### 路線データ
- 起点：御所市大字玉手（玉手交差点、奈良県道116号大和高田御所線上、奈良県道118号御所高取線交点）
- 終点：御所市大字冨田（冨田交差点、国道309号交点、奈良県道116号大和高田御所線終点）

## 路線状況

### 重複区間
- 奈良県道116号大和高田御所線（御所市大字玉手・玉手交差点 - 御所市大字冨田・冨田交差点（全線））

## 地理

### 通過する自治体
- 奈良県
  - 御所市

### 交差する道路
| 交差する道路                                                     | 交差する場所 | 交差する場所      |
| ---------------------------------------------------------------- | ------------ | ----------------- |
| 奈良県道116号大和高田御所線 重複区間起点 奈良県道118号御所高取線 | 大字玉手     | 玉手交差点 / 起点 |
| 国道309号 奈良県道116号大和高田御所線 重複区間終点               | 大字冨田     | 冨田交差点 / 終点 |

### 交差する鉄道
- 和歌山線

### 沿線
- JR西日本和歌山線 玉手駅
- 奈良県立御所実業高等学校